# Distretto di Amudaryo
Il distretto di Amudarya è uno dei 14 distretti della Repubblica autonoma del Karakalpakstan, in Uzbekistan. Il capoluogo è Mangit.